# Лунный камень (За гранью возможного)
«Лунный камень» (англ. The Outer Limits: Moonstone) — телефильм, 24 серия 1 сезона телесериала «За гранью возможного» 1963—1965 годов. Режиссёр: Роберт Флорей. В ролях — Рут Роман, Алекс Никол, Тим О'Коннор, Курт Конвей, Гари Родес.

## Вступление
В завоевании космоса человеком наша Луна должна стать первой, которая ему покорится. Оттуда он вступит на путь через небеса к границе бесконечности. Каждый его шаг будет столь же неуверенным, как и прошлые, но все же приблизит его к максимальной правде. Лунная экспедиция номер один: здесь горстка смелых ученых и представителей технического персонала прокладывают путь в будущее. Их задача: собирать информацию, которая в конечном счете позволит Человеку населять Луну и использовать Луну как трамплин к звёздам. Однажды, во время одного из двадцатичетырехчасовых периодов, силами троих — командующего генерала Ли Стокера, а также лейтенанта Трэверса и майора Клинта Андерсона — был проделан медленный, не отмеченный на карте путь по лунной поверхности, поверхности, глубины и запросы которой пока еще не исследованы…

## Сюжет
Исследователи с лунной базы находят живой организм, который оказывается доверенным лицом инопланетной разведки, сбежавшим от тирании в его собственной звёздной системе. Когда тираны, преследующие его, прибывают, исследователи должны решить, каким количеством людей они должны рискнуть в погоне за знанием.

## Заключительная фраза
Человеческие шаги через небеса ко вселенной столь же сомнительны, как и те шаги, которые он делает по комнатам в своей собственной жизни. И всё же если он идет беспристрастно, то эти шаги должны привести человека, в конечном счете, к самой прекрасной из всех его целей — к правде.